# Goniopora pearsoni
Goniopora pearsoni är en korallart som beskrevs av Veron 2002. Goniopora pearsoni ingår i släktet Goniopora och familjen Poritidae. IUCN kategoriserar arten globalt som livskraftig.
Artens utbredningsområde är Röda havet. Inga underarter finns listade i Catalogue of Life.